# FC Suðuroy

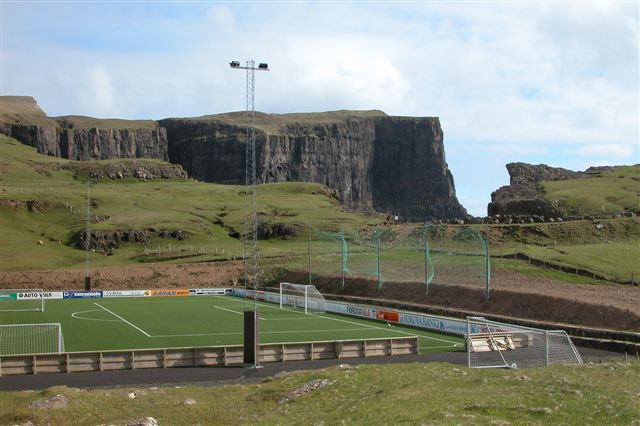
Het Vesturi á Eiðistadion van FC Suðuroy

FC Suðuroy is een voetbalclub uit Vágur op het eiland Suðuroy op de Faeröer. De club werd opgericht na een fusie. De kleur van de vereniging is blauw.

## Mannen

### VB Vágur
Op 5 juni 1905 werd Vágs Bóltfelag - afgekort met VB - opgericht. In 1956 bereikte de club voor het eerst de finale van de Beker van de Faeröer (mannen) welke werd verloren. De tweede keer dat ze de finale bereikten, in 1974, werd deze gewonnen. In 1977 en 1997 bereikten ze andermaal de finale, welke beide ook werd verloren. In 2000 werd de enige landstitel behaald.
Erelijst
Landskampioen in 2000
Beker van de Faeröer: winnaar in 1974; finalist in 1956, 1977, 1997
Kampioen 1. Deild in 1994

### SÍ Sumba
De sportvereniging SÍ Sumba (Sumbiar Ítróttafelag, ook als Sumba ÍF bekend) uit Sumba, werd op 21 mei 1940 opgericht.
In 1991 bereikte de club voor de eerste keer de hoogste divisie maar degradeerde nog datzelfde jaar. In 1998, 1999 en 2000 namen ze drie opeenvolgende jaren op het hoogste niveau deel.
Erelijst
Kampioen 1. Deild in 1997

### Fusies: Sumba/VB en FC Suðuroy
In 1993 degradeerde VB Vágur uit de 1. Deild (toen nog de hoogste divisie) en daarmee speelden de twee zuidelijke clubs op het eiland Suðuroy beide in 1994 in de 2.Deild, waarin VB Vágur kampioen werd en SÍ Sumba als vijfde eindigde. De clubs besloten tot een fusie van beide verenigingen voor het seizoen 1995. In 1995 werd de fusieclub Sumba/VB negende in de 1. Deild en behield zijn plaats in deze divisie na play-off wedstrijden tegen EB/Streymur Eiði (0-0 uit, 8-0 thuis). Wel werd de samenwerking na dit seizoen beëindigd en behield VB Vágur de plaats in de hoogste divisie.
De clubs zouden op 22 februari 2005 voor een tweede keer een fusie aangaan, en nu als VB/Sumba de plaats van VB Vágur in de Meistaradeildin innemen.
In 2009 werd de club kampioen in de 1. Deild en promoveerde naar de Meistaradeildin, de hoogste divisie in het voetbalsysteem van de FSF. In januari 2010 werd de naam FC Suðuroy aangenomen. Na 1995, 2006 en 2007 was 2010 het vierde seizoen dat de club op het hoogste niveau uitkwam. In 2012 en 2015 speelde de fusievereniging ook in de Meistaradeildin.
De drie voetbalclubs van het eiland Suðuroy kregen maar geen rol van betekenis in het nationale voetbal, waardoor de krachten werden gebundeld in een gezamenlijk eerste elftal. Onder de naam TB/FC Suðuroy/Royn (Suðringar) werd tussen 2017 en 2019 gespeeld in de hoogste voetbalklasse. In 2019 eindigde de samenwerking tussen de drie clubs en ging men ieder weer hun eigen weg. Met het opheffen van de samenwerking kon FC Suðuroy de plek overnemen van het tweede elftal van de voetbalcombinatie dat toentertijd in de 2. Deild actief was.

### Erelijst
Kampioen 1. Deild
in 2009 (VB/Sumba), 2011

## Eindklasseringen
| 9 |

| 1 |

| 10 |

| 4 |

| 2 |

| 9 |

| 3 |

| 8 |

| ? |

| 3 |

| 2 |

| 9 |

| 4 |

| 1 |

| 2 |

| Niveau 1 | Niveau 2 | Niveau 3 |

Niveau 1 kende in de loop der tijd meerdere namen, meestal vanwege de hoofdsponsor. Zie Meistaradeildin#Competitie.

### In Europa
#Q = #kwalificatieronde, #R = #ronde, T/U = Thuis/Uit, W = Wedstrijd, PUC = punten UEFA coëfficiënten .
Uitslagen vanuit gezichtspunt FC Suðuroy (VB Vágur)
| Seizoen | Competitie       | Ronde | Land                 | Club               | Totaalscore | 1e W    | 2e W    | PUC |
| ------- | ---------------- | ----- | -------------------- | ------------------ | ----------- | ------- | ------- | --- |
| 1998    | Intertoto Cup    | 1R    | Vlag van Tsjechië    | FC Boby-sport Brno | 1-6         | 0-3 (T) | 1-3 (U) | 0.0 |
| 2001/02 | Champions League | 1Q    | Vlag van Wit-Rusland | Slavia Mozyr       | 0-5         | 0-0 (T) | 0-5 (U) | 0.5 |

Totaal aantal punten voor UEFA coëfficiënten: 0.5

## Vrouwen
In 1995 nam het eerste vrouwenelftal van Sumba/VB deel in de 1. Deild voor vrouwen. Het eerste elftal van VB/Sumba deed dit in 2008 en vanaf in 2009 in de 2.Deild. In 2012 nam het eerste team van FC Suðuroy weer deel in de 1. Deild waaruit het zich gedurende het seizoen terug trok. In 2014 neemt het weer deel in de voetbalpiramide.

### Erelijst
Beker van de Faeröer
finalist in 1992 (VB Vágur)
finalist in 1995 (Sumba/VB)